# Estació d'armes remota
Una estació d'armes remota, o també sistema d'armes remot, és un sistema armat operat remotament que incorpora diferents tipus d'armes (metralladores, llançagranades, llançamíssils…) i que es pot muntar sobre diferents plataformes: vehicles blindats de combat, vehicles tot terreny, vaixells, aeronaus, torres…

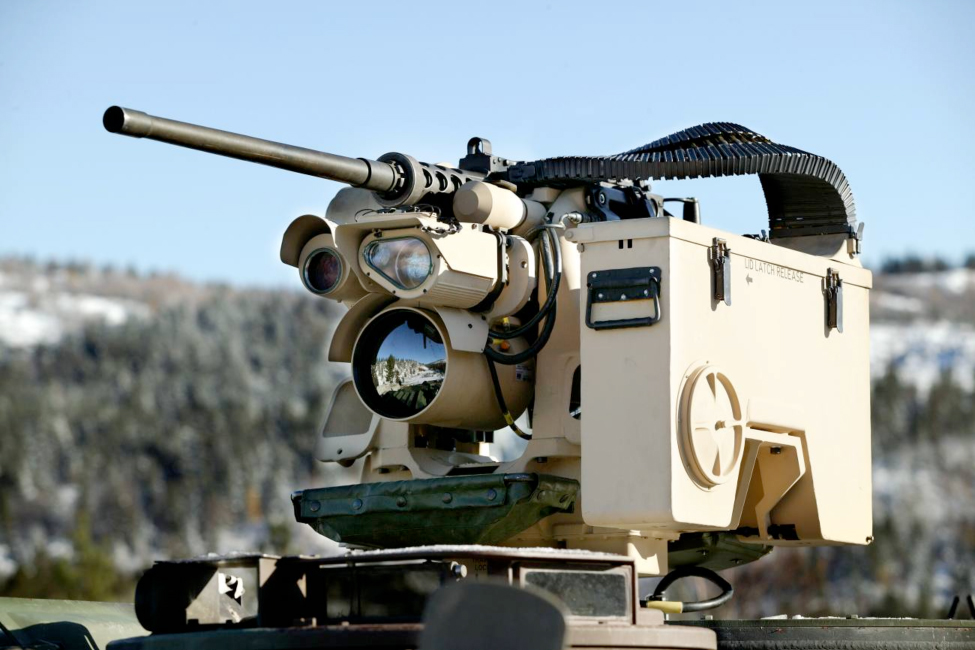
L'estació d'armes remota XM153 dels EUA, que es pot muntar a diversos vehicles, s'alimenta de l'electricitat del transport on s'ha muntat i ofereix protecció a la tripulació, que no s'ha d'exposar a l'enemic.

Aquests sistemes estan guanyant un pes molt important en els vehicles de combat moderns a causa de la precisió i potència de foc que tenen i la seguretat que ofereixen al controlador.
Aquestes estacions també se solen anomenar RWS, sigles de l'anglès Remote Weapon Station/System, o RCWS, sigles de l'anglès Remotely Controlled Weapon Stations.

## Història
Les actuals estacions d'armes remotes tenen origen a les reformes militars que hi va haver a l'Exèrcit dels Estats Units d'Amèrica després de la derrota a la Guerra del Vietnam.
A través de l'experiència que van guanyar durant el transcurs del conflicte, on les emboscades i la guerra de guerrilles eren habituals, es va decidir que era important canviar el sistema d'operar les armes dels vehicles. D'aquí en van sorgir dos conceptes:
- El primer apostava per millorar la potència de foc basant-se en la idea que de tocar primer l'enemic es podria neutralitzar l'amenaça.
- El segon concepte optava per reforçar la protecció a l'artiller, permetent-li operar l'arma de forma més segura augmentant-ne així l'efectivitat en combat.

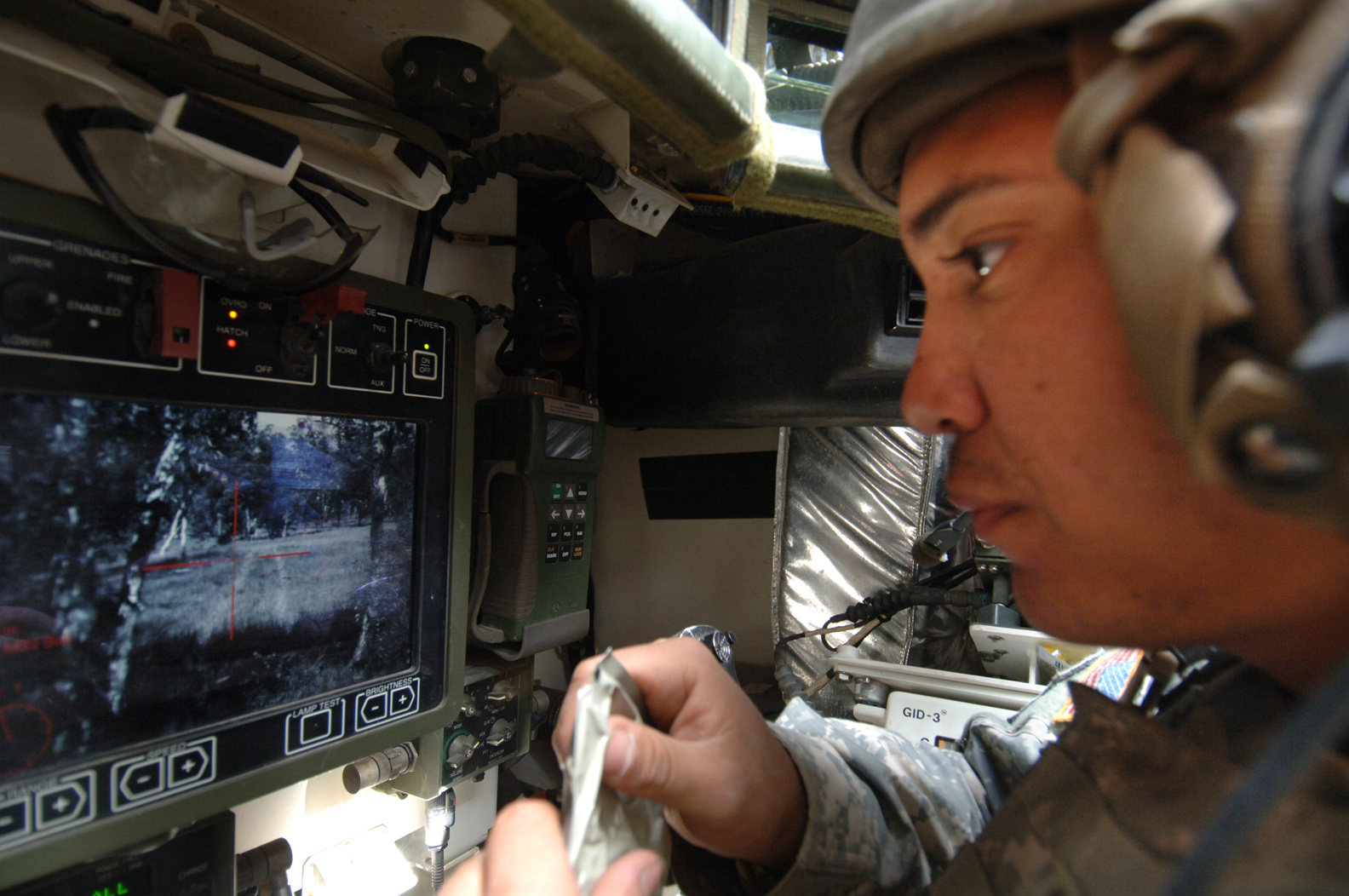
Operador davant de les pantalles que controlen l'estació d'armes remota d'un transport blindat de personal Stryker, d'origen canadenc.

Les estacions d'armes remotes actuals són la combinació d'aquestes dues doctrines de millora dels artillers. Això, juntament amb la ràpida millora i miniaturització dels components d'aquests sistemes, ha permès que hagin proliferat tan de pressa les estacions d'armes remotes als exèrcits moderns.

## Funcionament
Aquests sistemes estan formats per dues parts:
- La part exterior: situada a sobre de la plataforma, és on hi ha l'armament i els sensors per detectar i combatre l'enemic.
- La part interior: a dins del vehicle, o a algun altre lloc més allunyat, hi ha una palanca de control, per controlar la part exterior, i unes pantalles (on hi apareixen totes les dades que capten els sensors).

Aquestes dues parts estan connectades mitjançant algun tipus comunicació, que normalment és amb cable per l'interior del vehicle. Això permet a l'operador de l'arma fer-la servir des de l'interior del vehicle, o des d'un altre lloc, de manera segura sense que s'hagi d'exposar.